# Sylvan Lake
Sylvan Lake es una ciudad ubicada en el condado de Oakland en el estado estadounidense de Míchigan. En el Censo de 2010 tenía una población de 1720 habitantes y una densidad poblacional de 806,92 personas por km².

## Geografía
Sylvan Lake se encuentra ubicada en las coordenadas 42°37′0″N 83°20′1″O / 42.61667, -83.33361. Según la Oficina del Censo de los Estados Unidos, Sylvan Lake tiene una superficie total de 2.13 km², de la cual 1.32 km² corresponden a tierra firme y (38.27%) 0.82 km² es agua.

## Demografía
Según el censo de 2010, había 1720 personas residiendo en Sylvan Lake. La densidad de población era de 806,92 hab./km². De los 1720 habitantes, Sylvan Lake estaba compuesto por el 94.53% blancos, el 2.21% eran afroamericanos, el 0.35% eran amerindios, el 0.7% eran asiáticos, el 0% eran isleños del Pacífico, el 0.52% eran de otras razas y el 1.69% pertenecían a dos o más razas. Del total de la población el 1.51% eran hispanos o latinos de cualquier raza.

## Educación
El Distrito Escolar de Pontiac sirve una sección de la ciudad.